# Stefano Arteaga
Stefano Arteaga, född 1747, död 1799, var en spansk jesuit, musikestetiker och operahistoriker.
Arteaga var länge bosatt i Italien och stod under sin tid i Bologna Giovanni Battista Martini nära och mottog av denne impulsen till sitt betydelsefulla verk Le rivoluzioni del teatro musicale italiano (1783 & 1785), det första på operahistoriska arbetet.